# Katyń (film)
Pour les articles homonymes, voir Katyń (homonymie).
Pour plus de détails, voir Fiche technique et Distribution.
Katyń est un film polonais d'Andrzej Wajda qui traite du massacre de Katyń, d'après le livre Post Mortem, l'histoire de Katyń, d'Andrzej Mularczyk. La première a eu lieu le 17 septembre 2007, à la date anniversaire de l'invasion soviétique (1939). Il a été nommé pour l'Oscar 2008 du Meilleur Film étranger. Ce film est sorti en France, en avril 2009, dans un petit nombre de salles.

## Sujet à l'origine du film
Mi-septembre 1939, l'Armée rouge envahit la partie est de la Pologne. Au printemps 1940, sur l'ordre de Staline, plus de 20 000 officiers et résistants polonais sont sommairement exécutés dans les forêts de Katyń, Tver et Kharkov. Les Allemands découvrent en partie les charniers de Katyń en 1941 et de façon plus complète en 1943. Dès la défaite d'Hitler et jusqu'en 1990, la vérité sur ces massacres est falsifiée par l'Union soviétique et la République populaire de Pologne, qui font officiellement reposer sur les nazis la responsabilité de ce crime de guerre.

## Synopsis
Le film nous présente le massacre de Katyń du point de vue des vivants, c'est-à-dire du point de vue des épouses et des mères qui ont attendu des années avant de savoir ce qu'étaient devenus les officiers polonais arrêtés par l'armée soviétique en 1940. Il s'arrête aussi sur l'après-guerre, montrant l'entreprise de falsification de l'histoire menée par le pouvoir communiste et les tentatives de certains proches des victimes pour défendre la vérité. Ce n'est que dans la dernière scène que Wajda met un terme à toutes altérations de l'histoire en montrant les assassinats du point de vue des victimes.

## Fiche technique
- Titre : Katyń
- Réalisation : Andrzej Wajda

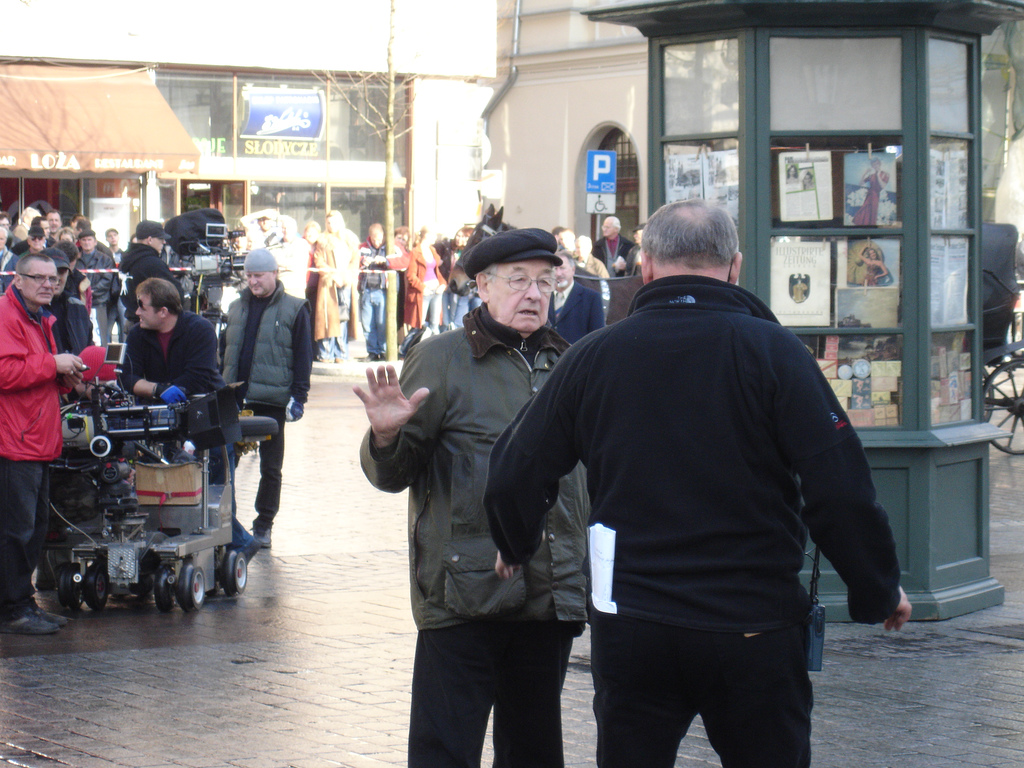
Andrzej Wajda sur le tournage du film, à Cracovie en 2006

- Scénario : Andrzej Wajda, Władysław Pasikowski et Przemysław Nowakowski, d'après le roman d'Andrzej Mularczyk, Postmortem
- Costumes : Magdalena Biedrzedcka
- Photographie : Paweł Edelman
- Montage : Cezary Grzesiuk
- Musique : Krzysztof Penderecki (fragm. de la 2 et 3 symphonie, Agnus Dei, Chaconne))
- Film polonais
- Production : Michał Kwiecinski
- Sociétés de production : Akson Studio, TVP, Polski Instytut Sztuki Filmowej, Telekomunikacja Polska
- Sociétés de distribution : ITI Cinema, Kinovista
- Budget : 15 millions de złoty (4,3 M€ en 2007)
- Pays d'origine :  Pologne
- Langue : Polonais
- Format : Couleurs - son Dolby Digital Surround Ex numérique - Prise de vue numérique 4K, et transfert en 35 mm
- Genre : film historique, film de guerre
- Durée : 118 minutes
- Dates de sortie :
  - Pologne : 17 septembre 2007 (Varsovie) ; 21 septembre 2007 (sortie nationale)
  - France : 14 novembre 2007 (Festival du cinéma polonais Cat.Studios de Perpignan) ; 1er avril 2009 (sortie nationale)

## Distribution
- Maja Ostaszewska : Anna

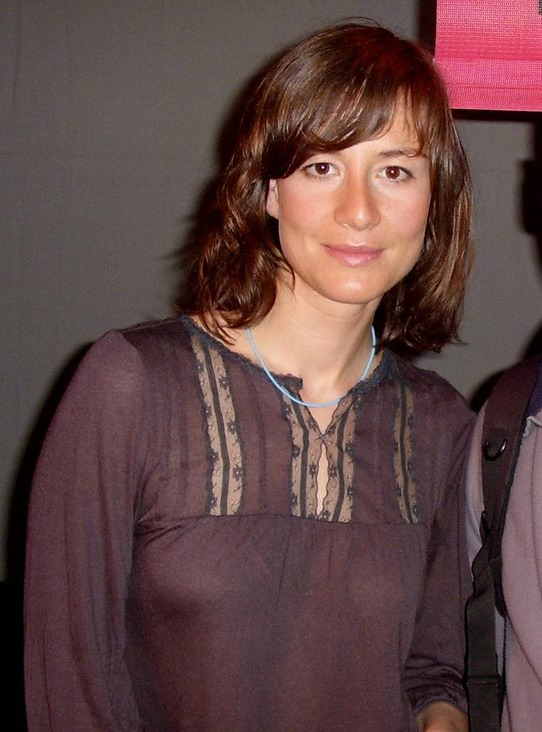
Maja Ostaszewska joue l'épouse d'un des officiers polonais

- Artur Zmijewski : Andrzej, le mari d'Anna, capitaine du 8e régiment des Uhlans
- Maja Komorowska : la mère d'Andrzej
- Władysław Kowalski : professeur Jan, le père d'Andrzej
- Andrzej Chyra : lieutenant Jerzy, du 8e régiment des Uhlans
- Jan Englert : le général
- Danuta Stenka : Róża, la femme du général
- Magdalena Cielecka : Agnieszka, la sœur du Lieutenant Pilote
- Agnieszka Kawiorska : Ewa
- Stanisława Celińska : Stasia, l'employée de famille du général
- Joachim Paul Assböck : Obersturmbannführer Bruno Müller (« docteur » Müller)
- Jacek Braciak : Lieutenant Klin, ami du lieutenant Jerzy
- Wiktoria Gąsiewska : « Nika » (Weronika), la fille d'Anna et d'Andrzej
- Agnieszka Glińska : Irena
- Paweł Małaszyński : Lieutenant Piotr
- Sergueï Garmach : major Popov (sous le nom Siergiej Garmasz)
- Antoni Pawlicki : Tadeusz
- Oleg Drach : le commissaire (sous le nom Oleg Dracz)
- Oleg Savkin : l'officier du NKVD (sous le nom Oleg Sawkin)
- Tadeusz Wojtych : Władysław, le photographe
- Waldemar Barwinski : l'officier polonais
- Sebastian Bezzel : l'officier de propagande
- Stanisław Brudny : le vieil homme du pont
- Alicja Dąbrowska : l'actrice au crâne chauve
- Aleksander Fabisiak : un professeur
- Krzysztof Globisz : le professeur de chimie
- Krzysztof Kolberger : un prêtre
- Zbigniew Kozlowski : l'officier de la milice
- Olgierd Lukaszewicz : un prêtre
- Leszek Piskorz : un prêtre
- Jakub Przebindowski : le jeune prêtre
- Anna Radwan : Elżbieta
- Dariusz Toczek : l'officier polonais

## Diffusion
La première a lieu en 2007, en Pologne, à l'Opéra de Varsovie, le 17 septembre, jour anniversaire de l'invasion de l'Armée rouge lors de la Seconde Guerre mondiale. Le film obtient un succès important dans le pays, terminant à la 2e place du box-office annuel. Il est projeté à Moscou en octobre 2007.
Le cinéaste a regretté le peu de diffusion à l'étranger. La diffusion de Katyń en France est effectivement limitée à quelques très rares cinémas de quartier, dans de toutes petites salles. Quelques projections sont organisées, en octobre 2008, dans des villes du Nord et du Pas-de-Calais.
Le film ne sort officiellement que le 1er avril 2009, dans un circuit très restreint,, comprenant seulement 13 salles. De nombreux exploitants ont refusé au film une large distribution, limitant ainsi la présentation de cette histoire au grand public. Il fera, en tout, 25 414 entrées en France. Dans une lettre au Conseil supérieur de l'audiovisuel (CSA), le député français Marc Le Fur déplore que « ce film n'ait pas bénéficié des soutiens habituellement attribués aux films étrangers ». Marc Le Fur demande aussi au CSA la diffusion du film sur le service public. Le film sera toutefois diffusé par la télévision sur Arte le 14 avril 2011[réf. nécessaire].
En Suisse, le film n'aura droit qu'à une unique projection, le 17 novembre 2009 à Genève.

### À la télévision
Ce film est passé à une heure de grande écoute sur une chaîne de télévision nationale russe (Kultura). La chaîne française Paris-Première l'a programmé, le 18 avril 2010, à 20 heures 35. La télévision suisse romande l'a diffusé sur sa première chaîne (TSR 1) le mardi 12 avril 2011, à 23h30. Il est programmé sur Arte les 14 et 20 avril 2011.

## Réception critique
Les avis des journalistes spécialisés sont, en majorité, positifs[évasif].

Dans un article publié dans Le Monde, Jean-Luc Douin critique Andrzej Wajda pour « le renvoi dos à dos des nazis et des Soviétiques comme prédateurs du territoire national » et « l'étrange confusion entre Katyń et le génocide des juifs. Rien, aucune allusion, dans le film, sur la Shoah, mais une description des rafles, de la traque des familles d'officiers polonais, comme s'il s'agissait de la déportation des juifs. Détail troublant : ces proies d'un massacre programmé sont viscéralement attachées à leur ours en peluche. Or le Musée Yad Vashem de Jérusalem a fait de l'ours un symbole de l'extermination des enfants juifs, du martyre d'un peuple ». Cette analyse suscite une vigoureuse prise de position d'Adam Michnik, publiée dans le même quotidien. Michnik se déclare consterné par la « troublante ignorance » du quotidien français : 

« À l'époque, la Pologne fut morcelée par deux puissances totalitaires liées par le pacte germano-soviétique. La terreur dans les deux parties occupées du pays fut comparable ; la brutalité et la cruauté avec lesquelles les deux occupants emprisonnaient et assassinaient les Polonais était la même. […] En Europe occidentale, […] le dogme idéologique interdisait de mettre côte à côte les crimes d'Hitler et ceux de Staline. La critique du Monde est donc prisonnière de ce dogme, alors que Wajda le défie. Le metteur en scène polonais brise le mur du silence. […] Ce fut un sujet tabou pour la gauche française. Pendant de longues années, elle garda le silence autour de l'invasion de la Pologne par l'Armée rouge, des crimes des Soviétiques, de même que sur Katyń. Jusqu'à aujourd'hui, ce tragique événement historique est un cadavre dans le placard de la gauche française, si longtemps indulgente à l'égard du Grand Linguiste, Joseph Staline. »

Un article publié dans L'Humanité le 1er avril 2009 cultive l'ambiguïté. Son auteur rappelle quelle a été longtemps la thèse officielle soviétique, mais il poursuit en écrivant que le résultat ne convainc pas.

## Distinctions

### Récompenses
- Aigles du cinéma polonais : 
  - Aigle du meilleur film
  - Aigle de la meilleure actrice dans un second rôle : Danuta Stenka

### Nominations
- Nomination pour l'Oscar 2008 du Meilleur Film étranger.